# 科沙林省

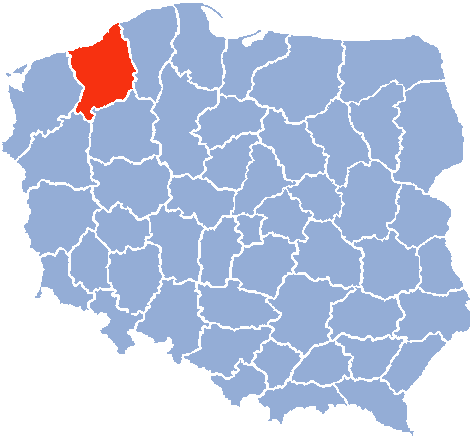
1975-1990年的科沙林省

科沙林省（województwo koszalińskie）是波蘭歷史上的一個省，始於1950年 （自什切青省）。1999年1月1日被併入西濱海省。
1970年面積18,104平方公里，人口793,700人。1998年面積8,470平方公里，人口527,600人。首府科沙林。